# Jo Gaillard
Au Cinéma ce soir Les Mohicans de Paris (série télévisée)
Jo Gaillard est une série télévisée en coproduction France-Canada-Italie en treize épisodes de 52 minutes réalisée principalement par Christian-Jaque et Bernard Borderie et coproduite par l'ORTF, la RAI italienne, Europe 1 - Télécompagnie et la société canadienne Screen Gems. Les scénarios sont signés par Hervé Bromberger et Jacques Robert. Ils sont librement adaptés des aventures du personnage éponyme imaginé par le romancier Jean-Paul Duvivier dont les romans ont été publiés par l'éditeur Marabout Junior.

## Diffusion
Elle est diffusée dès 1974 par la RTB belge, à partir du 6 janvier 1975 sur TF1, et à partir du 13 juin 1975 à la Télévision de Radio-Canada.

## Synopsis
Cette suite raconte les aventures de Joël Gaillard, dit « Jo Gaillard », le capitaine du navire marchand « La Marie-Aude » et de son équipage. Fils et petit-fils de marins, Jo Gaillard est copropriétaire du bateau avec sa sœur et deux cousins qui résident tous trois près de Marseille, où sont installés les bureaux de la SARL « La Marie-Aude » dont il est aussi le gérant. Il est souvent mêlé malgré lui, dans divers pays où il fait escale, à des situations qui lui échappent (conflits, prises d'otages, règlements de comptes) et les aventures ne se terminent pas souvent d'une façon heureuse.

## Distribution

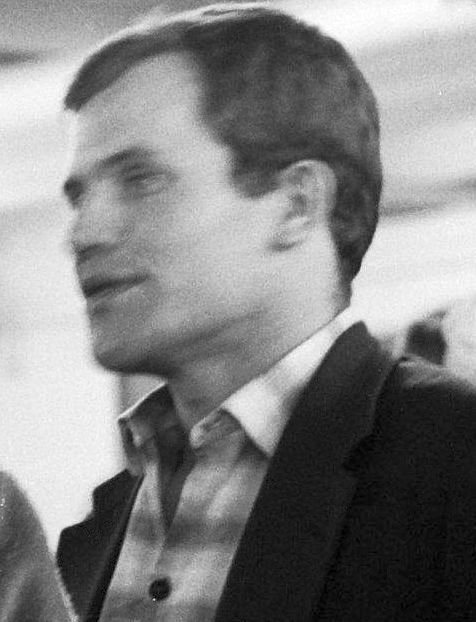
Bernard Fresson, Joël Gaillard, dit « Jo ».

- Bernard Fresson : Joël Gaillard, dit « Jo », le commandant de la « Marie-Aude »
- Dominique Briand : Dumond, le second
- Ivo Garrani : Murandit dit Mura, le Bosco
- Günter Meisner : Hessling : le chef mécanicien
- Patrick Préjean : Le Coq (cuistot)
- Guy Fournier
- Dominique Zardi : Garcia
- Henri Attal
- Med Hondo
- Marianne Comtell : Laura
- Maurice Biraud : Cordier (épisode : L'Étrange traversée)
- Manda Parent : Madame Dumont
- Michel Beaune : Bérétti (épisode : Cargaison dangereuse)
- Jacques Monod (acteur) : Vieux Baradec (épisode : L'Île aux souvenirs)
- Pierre Hatet : Yves Baradec (épisode : L'Île aux souvenirs)
- François Darbon : Guilbert (épisode : Cargaison dangereuse)

## Fiche technique
- Réalisation : Christian-Jaque (épisodes 1, 2, 4, 6, 8, 9, 12 et 13), Hervé Bromberger (épisodes 3 et 10), Bernard Borderie (épisodes 7 et 11) et Aimée Danis (épisode 5)

## Épisodes
1. Le Complot
2. La Peur
3. Le Procès
4. Laura
5. Du bien bon monde …
6. L'Ïle aux souvenirs
7. L'Étrange Traversée
8. Cargaison dangereuse
9. La Canne à pommeau d'or
10. L'Escale à Gênes
11. La Femme d'affaires
12. L'Inconnu
13. Jo et l'Enfant

## Lancement de la série
Lors du lancement de la série sur TF1, Bernard Fresson a été invité à présenter le programme en compagnie d’Evelyne Dhéliat. Pour lui, Jo Gaillard est « un western de la mer. […] Ce qui fait l’originalité de cette série, c’est que chaque épisode est totalement différent ». Amérique du Sud, Bretagne, Italie : tous les épisodes étaient en effet construits dans des univers différents.

## Produits dérivés
La série est inspirée des romans parus antérieurement chez Marabout (série Pocket Marabout -9) et aux Éditions de Trévise (2). Les scénarios de la série télévisée sont toutefois originaux.
Le nom de l'auteur des neuf premiers volumes, parus chez Marabout, est Jean-Paul Vivier, pseudonyme de Jean-Paul Duvivier qui signe de son vrai nom les deux derniers titres chez Trévise. 

### Romans de Jean-Paul Vivier (Marabout) puis de Jean-Paul Duvivier (Trévise)
Créés pour la collection de poche « Pocket Marabout », publiée par l'éditeur verviétois André Gérard. 

#### Titres dans Pocket Marabout (1967-1969)
1. Cargaison truquée (1967)
2. Le Chalutier des Lofoten (1967)
3. La Mort de l'admiral (1967)
4. Les Roses-thé de Bornéo (1967)
5. Toutes griffes dehors (1968)
6. La Grande Peur des Lofoten (1968)
7. Les Messagers de l'enfer (1968)

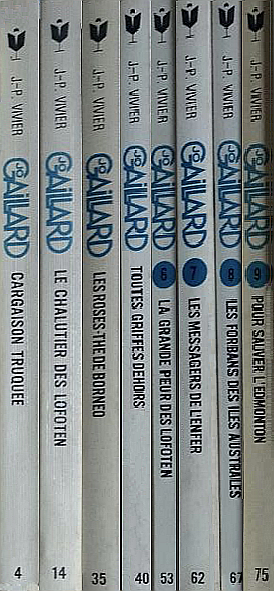
8 des 9 titres de Jo Gaillard.

8. Les Forbans des iles australes (1969)
9. Pour sauver l'Edmonton (1969)

#### Titres aux éditions de Trévise
- 10 - Nous n'irons plus à Macara (1975)
- 11 - L’Île aux souvenirs (1975)